# Історія Осетії

## Стародавня історія

### Кобанська культура бронзової й залізної доби
В кінці бронзової доби й на початку залізної в Осетії та на Передкавказзі була поширена кобанська культура (1400—300 роках до н. е.). Вона характеризується високим рівнем розвитку скотарсько-землеробських племен, високорозвиненої металургією міді й на кінець заліза; рясними шедеврами прикладного мистецтва. На півночі кобанці межували з племенами зрубної культури пізньої бронзової доби, а за ранньої залізної доби зі скіфською культурою.
За 900—600 роки, у період переходу від бронзової до залізної доби; кобанці починають активні стосунки зі скіфами. За пізньокобанського періоду у 600—300 роки до н. е. відбувалося тісне співробітництво й змішання кобанців зі скіфами.

#### Походження кобанських племен
Ім'я носіїв кобанської культури невідоме. Також не виявлено її пряме етнічне й культурне насліддя для будь-якої відомої кавказької мовної групи. Основна сучасна теорія, що говорить про місцеве походження Кобанської культури (О. П. Смирнов, Є. І. Крупнов, В. Л. Янін та інші). Ймовірно, що основою кобанської спільноти є місцеві носії передгірної й гірської північнокавказької культури середньо-бронзової доби (2500—1900 роки до н. е.). В цілому дослідники, що дотримуються цієї теорії, відносять формування предків кобанських племен до періоду зародження Кавкасіонського антропологічного типу європеоїдної раси — тобто бронзової доби на Кавказі.
Наступною за кобанської стала сарматська культура та, ймовірно, деякі інші місцеві культури сарматської доби.
О. П. Смирнов вважав, що кобанці, як у культурному, так й в етнічному плані, були близькі населенню гірського Криму, яке у свою чергу було нащадками кімерійців. Кімерійці здійснювали через Кавказ військові походи з українського степу до Малої Азії.
М. М. Іващенко стверджував: "головним носієм так званої "кобанської «бронзової культури були колхи». Проте, на думку ряду дослідників племена кобанської культури були нахомовні. Мова кобанців невідома, проте є припущення, що вона могла бути індоєвропейською для частини населення.

#### Скіфи
У 800—600 роках до н. е. на Передкавказькій рівнині склався сильний союз скіфських племен. Вони відомі як європейські скіфи, що відразу проявили свою войовничість. Суспільний лад, що існував тоді у скіфів називають військовою демократією. Військово-демократичний устрій — це форма переходу від родо-племінного суспільства до держави й класового поділу. Демократія зберігається у вигляді народних зборів, а війна стає головним джерелом багатства, без якого шляхта не може закріпити свого панування й створити державне управління. Тому перші царі скіфського союзу повели свій народ в далекі походи.

#### Вигнання кімерійців скіфами
Кімерійці, спадкоємці бронзової катакомбної культури, найближчі родичі скіфів жили навколо Озівського моря й в українських степах. Давньогрецький історик Геродот наводить розповідь про те, як кімерійці зустріли нашестя скіфів. Кімерійські царі пропонували битися, проте народ вирішив без бою віддати свою країну скіфам. Тоді царі розділилися й почали битися один з одним щоб померти на батьківщині й спочити у рідній землі. Така легенда свідчить, що скіфи без особливих зусиль взяли гору над кімерійцями При цьому частина кімерійців скорилася завойовникам й увійшла до складу скіфського союзу. Решта кімерійців вирушили походом на південь, до країн Закавказзя та Передньої Азії.
Наприкінці VIII сторіччя до н. е. кімерійці вже влаштувалися на території нинішньої Західної Грузії, звідки вони здійснювали набіги на царство Урарту. За ассирійськими джерелами, кімерійці були небезпечними ворогами з новим озброєнням й тактикою кінного бою, характерною для народів скіфського світу.
У 700—650 роках до н. е. кімерійці перемістили свою участь в чужих війнах й власні грабіжницькі набіги у Малій Азії, 652 року до н. е., коли головні сили кімерійців були розгромлені скіфським царем Мадієм. Місце кімрів у Малій Азії зайняли скіфи.

#### Скіфські походи у Малу Азію
Передньоазійські багаті країни приваблювали скіфів. Перші походи за Кавказький хребет, у тому числі через Осетію, скіфи розпочали у 670-ті роки до н. е. зі скіфським царем Ішпакаєм на чолі. Для цього у сучасному Азербайджані й у прилеглих південних районах скіфи створили Скіфське царство (у ассирійських й вавилонських джерелах — Ішкуза), що проіснувало в Закавказзі близько сторіччя. Осіле населення було обкладено повинностями, а скіфи вели війни. Вони прийшли без жінок й обозу, наводячи жах далекобійними стрілами й стрімкими рейдами кінних загонів. Протягом наступного сторіччя всі інші війська вимушені були озброїтися скіфськими стрілами.
673 року до н. е. цар Ішпакая загинув у одній з битв й його змінив скіфський цар Партатуа уклав союз з царем Ассирії Асархаддоном. Для спільної боротьби з мідянами Асархаддон надав скіфам контроль над Маннейським царством. Партатуа повернувся на північ, проте інші скіфи перебували у Закавказзі й продовжували набіги у Передню Азію. Так герої північнокавказького нартівського епосу здійснювали річні, 3-річні й 7-річні походи, а коли поверталися додому, то готуватися до нових воєнних походів.

652 року скіфський цар Мадій зайшов до Передньої Азії понад Каспійським морем, розбив кімерійців, звоював Сирію й Ізраїль, але був умовлений Єгипетським фараоном Псаметтіхом не спускатися до Єгипту. Ось як пророк Єремія пророкує говорить про нашестя скіфів:
Ось Я приведу іздалека народа на вас, о доме Ізраїлів, каже Господь, це сильний народ, стародавній це люд, люд, що мови його ти не знаїш, і не зрозуміїш, що він говоритиме. Його сагайдак, як відчинений гріб, усі хоробрі вони. І він пожере твої жниво та хліб твій, поїсть він синів твоїх та дочок твоїх, худобу дрібну та худобу велику твою пожере, з'їсть твого виноградника й фієу твою, понищить мечем твердинні міста твої, на які ти надіїшся…» (Єремія 5:15-17).
Унаслідок походу Мадія Урарту визнав владу Асирії
637 року до н. е. ассирійці зі скіфами знищили силу кімрів, залишивши їм Каппадокію. У Асирії почалася громадянська війна. Скіфи почали напади на колишнього спільника — Асирію. Геродот пише про це: «Скіфи панували в Азії 28 років й все спустошили своїм буйством й надмірностями. Бо, крім того, що вони стягували з кожного народу накладену ними на кожного данину, вони крім данини робили набіги й грабували що було у кожного народу».
Кінець пануванню скіфів поклав Кіаксар, що став мідійським царем 625 року до н. е. Він підступно знищив старшину скіфів: «Більшість їх Кіаксар й мідяни, запросивши на бенкет й напоївши п'яними, перебили; таким чином мідяни врятували своє царство й оволоділи тими землями, що володіли й колись», к пише Геродот.
Скіфське царство протрималося у Закавказзі до 606 року до н. е. (припинило своє існування в першій чверті VI ст. до н. е.). Тільки 2 області у Вірменії: Сакасена та Скитена, залишилися скіфськими назавжди.
Після поразки скіфів у Передній Азії у них скінчився період військової демократії. Вони перейшли Дон на захід й створили свою державність в українських степах у 6 сторіччі до н. е. зі столицею нового Скіфського царства на Нижній Надніпрянщині у Кам'янському городищі біля Кам'янки-Дніпровської.

#### Взаємодія скіфів й народу кобанської культури
Значний культурно-господарський вплив на кобанців справили скіфи. У 700—500 роках до н. е. племена скіфської й скіфоїдної культури посунулися на Передкавказзя, вступили у контакт з місцевим населенням й сформували поліетнічну аристократію (ймовірно, більшість північнокавказьких курганних поховань того періоду належали подібній шляхті). Ймовірно, що цьому часу належать найменування найбільших Кавказьких гірських вершин й річок, як й саме слово «Кавказ», пояснюються з індоєвропейських мов.
За історичними джерелами відомо, що через Кавказ (у тому числі через землі кобанців) скіфи здійснювали свої військові походи до Малої Азії. Ці фактори припускають участь скіфів у етногенезі пізніх кобанських племен. Сліди скіфської культури на Передкавказзі зникають у 600—400 роках до н. е., що, ймовірно, свідчить про повну асиміляцію кочових скіфів місцевими осілими племенами меотської й кобанської культур. Навпроти, в українських степах культура нескіфських народів зберігає скіфський вигляд до 300 року до н. е.
Військові маршрути скіфів пролягали Передкавказзям й Закавказзям. Вторгнення кінних загонів кочовиків до Передньої Азії відбувалося Чорноморським узбережжя, через перевали Великого Кавказу та понад Каспійським морем. Скіфи освоїли закавказьку сторону Кавказького хребта, де за даними археології, їх зона постійної присутності була на північ від річки Кура й на захід від Арагві. З початком походів скіфських походів до Передньої Азії (VII ст. до н. е.), вони осідали серед носіїв кобанської культури. Скіфи встановили контроль над перевальними шляхами, якими користувалися влітку. Кобанські металурги-зброяри супроводжували скіфів у їх передньоазійських походах, що підтверджують археологічні знахідки кобанської культури у південних районах Закавказзя й у Передній Азії.
Тісна взаємодії скіфів й кобанців, принаймні на рівні аристократії підтверджує інвентар піздньокобанських могильників, де поєднуються традиційні кобанські й скіфські риси. Серед кобанських мистецьких виробів є зображення скіфів: кінний та піший скіфські воїни на бронзовому поясі з Тліїського могильника й глиняні фігурки бородатих скіфів в типових гострих шапках. До V ст. до н. е. скіфські елементи у кобанській культурі стають настільки численними, що вона стає скіфоїдною культурою.
Завдяки культурним зв'язкам скіфів з народами Передньої Азії й Кавказу склалися самобутні риси скіфської класичної культури, в тому числі «звіриний стиль» скіфського мистецтва.

### Алани

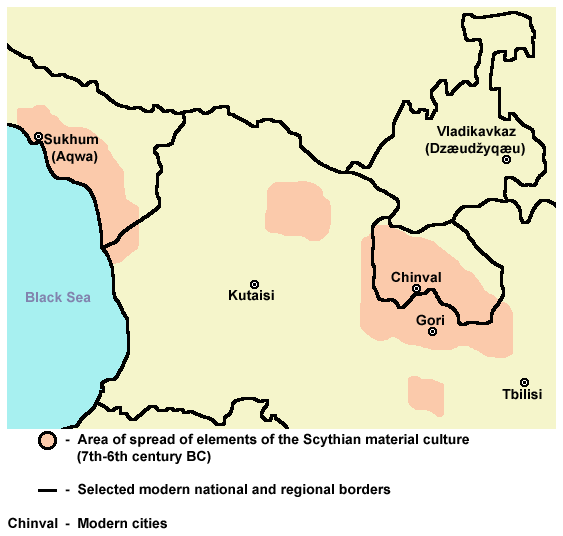

Етнонім «алани» з'являється в творах авторів І ст. після н. е. Плінія Секунда, Йосипа Флавія, Діонисія Перієгета. «Плем'я аланів є частина скіфів, що живе навколо Танаїсу (річка Дон) й Меотійського озера (Озівське море)». (Йосип Флавій. 1 ст. після н. е.). Природний хід існування алан у Подонні й Надозів'ї порушило Велике переселення народів, що було викликане просуванням гунів зі Сходу на Захід. Разом з гунами на Захід відійшла переважна частина алан.
За історичними джерелами на Передкавказзі алани з'являються лише після гуннської навали кінця 4 сторіччя. В середині першого тисячоріччя вони встановили зв'язки з місцевим населенням і стали просуватися в гірські райони. На території Західної Осетії аланські пам'ятки V сторіччя й наступних сторіч виявлені у Кора — Урсдоні, над річкою Урсдон, біля злиття річок Скуммідон й Суардон, в межиріччі Малки й Уруха. Приблизно в той самий час алани встановили контроль над Центральним Кавказом, через який проходив найкоротший шлях на Закавказзя. Дарьяльський прохід незмінно називається «Аланським» («Врата Дар-і-алана»). Велике переселення народів відбилося на аланах, що лишилися на Кавказі.

## Середньовічна Аланія

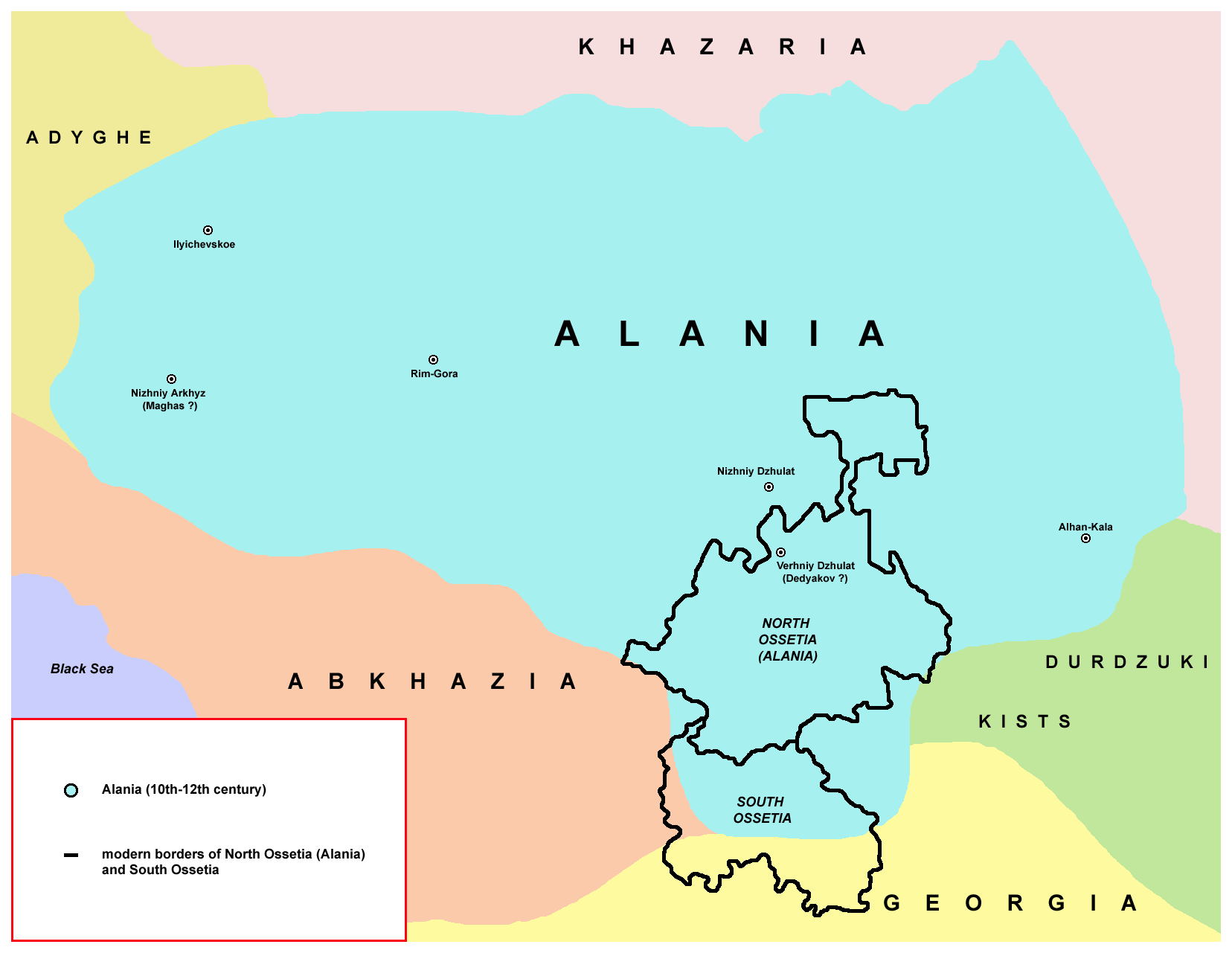
Аланій за розквіту у 10-12 сторіччях (блакитна пляма). На півночі Хозарія, на заході — Абхазія.

У V—VI сторіччях, після гунської навали, починається важливий етап у формуванні аланської народності. З цього часу алани перебували в інших історико-географічних й культурно– господарських умовах порівняно з античною добою. Якщо у джерелах до V сторіччя алани постають як кочовики, то у VI — VII сторіччях у них з'являються риси, що зв'язували їх з осілим кавказьким етнокультурним світом. Приблизно в цей же час у алан формуються дві протодержави: західна — з центром у верхів'ях Кубані, й східна, що тяжіла до Дар'ялу у горішній Терщині. На початку X сторіччя відбулося об'єднання аланських протодержав.
Аланія X—XI сторіч постає раннім феодальним суспільством мала ранньофеодальну державність, чиї царі проводили активну зовнішню політику. Свого розквіту вона досягла за правління аланського царя Дургулеля Великого, що відіграв велику роль в історії Кавказу й Близького Сходу.
Аланія представляла собою велике державне утворення, пов'язане з такими країнами, як Візантія, Русь, Хазарія та інші. Високий військово-політичний потенціал Аланії на той період був результатом внутрішнього соціально-політичного розвитку. З XII сторіччя Аланія вступила в період феодальної роздробленості. почався розпад держави на невеликі князівства, а потім й королівства.
Важливою для Аланії подією стало монгольське завоювання XIII століття, що завдало сильний удар народам Кавказу. Особливо важкими його наслідки виявилися для алан. З 1238 року розпочалася довготривала боротьба аланів з татаро-монгольськими завойовниками, в результаті якої рівнинна частина Аланії була захоплена. Значна частина народу вимушена була переселитися у Європу, Візантію, Угорщину, й на Далекий Схід. Алани втратили рівнинні землі — потужну виробничу базу. Надовго призупинився процес розвитку деяких сфер життя суспільства.
Фламандський францисканський монах-мандрівник Гільом де Рубрук, що здійснив у 1253–1255 роках подорож до столиці Монгольської імперії Каракорума, неодноразово зустрічав аланів на Передкавказзі. За його повідомленнями алани: «все ще борються проти татар»; «Алани на цих горах все ще не підкорені».
Довершив розорення алан Тимур, після походів якого рівнинна Аланія стала «пустелею без власників». Славне аланське місто Дедяков було взяте Тимуром штурмом вже 8 лютого 1378 року.
Слід зазначити, що навіть Тимуру не вдалося завоювати гірських алан. Так у гірських умовах почався новий етап розвитку аланського народу, що відомий тепер як осетини.
Сучасна Північна Осетія розташована на території, де були витіснені алани татаро-монголами в XV сторіччі. У науковій літературі загальновизнаною стала точка зору, за якою основу осетинського народу склали алани змішані з кавказькими племенами.

## Нововіччя Осетії

### Включення Осетії до Російської імперії

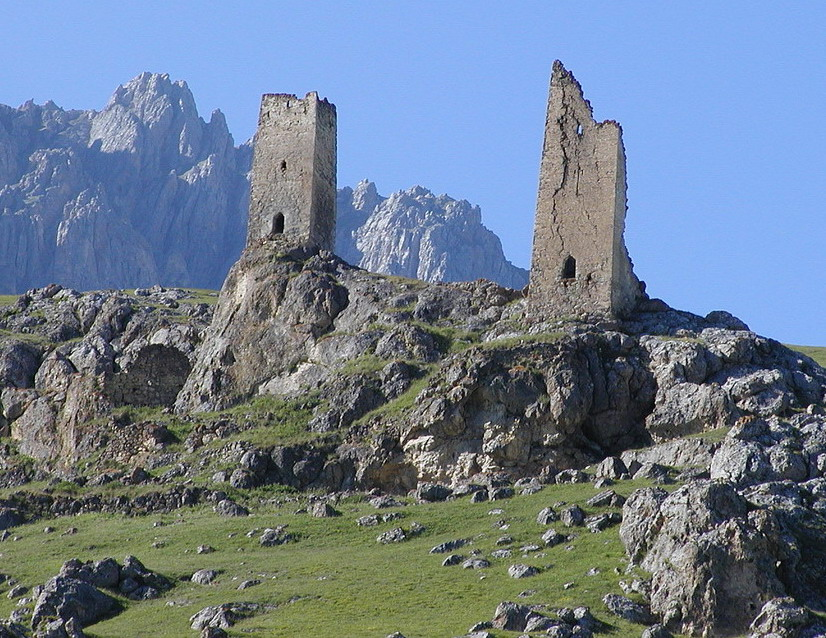
Вежі Цагараєвих й Габісових у селищі Халгон над давнім Цимиті.

У XVII сторіччі у осетин виникла необхідність у переселенні в долини з причини крайнього малоземелля. Також Осетія була важлива для Росії як єдина, що контролювала стратегічно важливі перевали на Закавказзя.
Традиційні джерела вказують на 1774 рік включення Осетії до складу Російської Імперії.
Проте осетинські вчені М. М. Блієв й Р. С. Бзаров на підставі архівних документів довели, що проект приєднання Осетії, підготовлений астраханським генерал-губернатором Петром Кречетнковим, було представлено на розгляд Катерині ІІ тільки у 1775 році. Більш того, осетинський проект астраханського генерал-губернатора не дозволив йому зберегти посаду, й того ж року його було відправлено у відставку. Доказів того, що імператриця підтримала проект приєднання Осетії, або повернулася до його розгляду в подальші роки, поки що не виявлені.
Швидше за все законодавче оформлення включення Осетії до складу Російської Імперії відбулося набагато пізніше, вже у XIX сторіччі.
Південна Осетія була приєднана каральною експедицією Реннекамафа у 1830 році
У 1784 році на місті осетинського селища Капкай заснована фортеця Владикавказ для контролю над Дар'яльським шляхом.

### Російська імперія

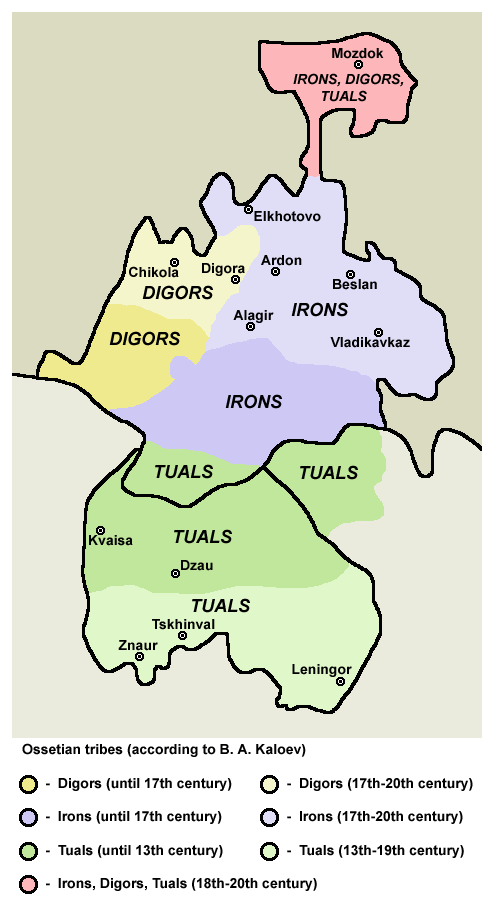
Осетинські племени

Південна Осетія була анексована у склад Російської імперії у 1830 році після нищівної воєнної експедиції російських військ генерала Павла Ренненкампфа. У 1843 році у складі Тифліської губернії було створено Осетинський округ

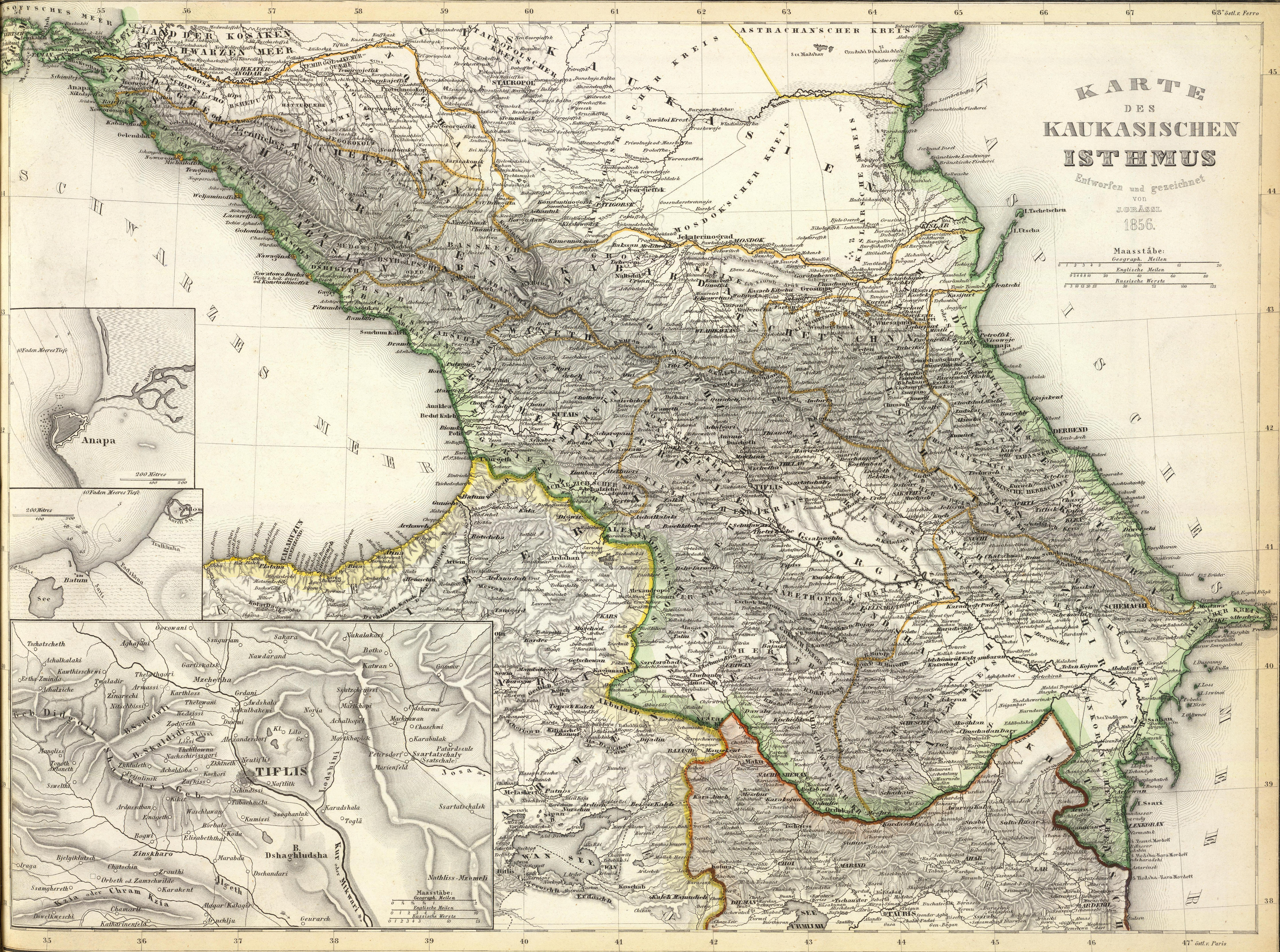
Karte des Kaukasischen Isthmus. Entworfen und gezeichnet von J. Grassl, 1856 рік.

імені генерала Рустес, до складу якого входила частина території сучасної Російської Федерації; адміністративне управління Осетинським округом здійснювалося Джавським окружним начальником й начальником Гірських народів. Включення Південної Осетії до складу Російської імперії адміністративно не визначало залежності Південної Осетії від Грузії. Тому грузинські шляхтичи князі Мачабелі й Ериставі намагалися покріпачити південних осетинів. Проте претензії грузинської шляхти на Південну Осетію були відкинуті Сенатом Російської імперії: «грузинським князям Мачабеловим відмовити у домаганні про визнання кріпацького права над осетинами». Російський імператор Микола І щодо цієї ситуації висловив таке:
Яким би не було рішення вищих судових місць, важко буде визнати й привести у дію таке на користь князів Мачабелових, позаяк досвідом дознано, що гірські осетини ніколи не будуть без застосування військової сили виконувати належні від них повинності й що, з іншого боку, не можна ж допускати думку, що через кожні два або три роки необхідно споряджати туди загони й експедиції.
За розпорядженням імператора південні осетини були переведені в розряд казенних, державних селян й, таким чином, виключені з системи феодальної залежності (кріпацтва) у тому числі грузинської шляхти.

## Новітня історія Осетії

### Радянська доба

Герб Північно-Осетинської АРСР

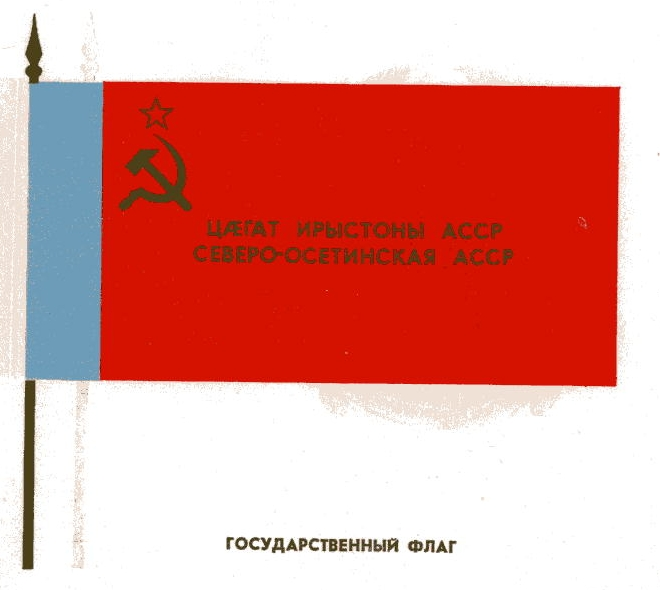
Прапор Північно-Осетинської АРСР

З приходом радянської влади Осетія була розділена на дві частини — північніше Кавказького хребта потрапила під юрисдикцію РСФРР, південніша — Грузинської РСР.
У 1921 Осетія стала частиною Гірської Радянської Республіки, отримала статус автономної області у 1924 й 1936 була перетворена на Північно-Осетинську Автономну Радянську Соціалістичну Республіку.

#### Німецько-радянська війна
На території республіки відбувались запеклі бої, північна й західна частини Північної Осетії були окупована німецькою 1-ю танковою армією під командуванням генерала Евальда фон Кляйста. Їй протистояли війська Північної групи військ. З 6 по 11 листопада 1942 року у ході Нальчицької оборонної операції 37-ї армії Північної групи військ проти групи армій «А» німецькі війська були зупинені на підступах до міста Орджонікідзе. Більше ніж 95 000 осетин воевали на боці Антигітлерівської коаліції. Велика частина осетин також воювала у складі Української повстанської армії.
1944 року до Північної Осетії приєднують майже всю територію депортованих інгушів, де насильно заселяють осетин. 1957 року після відновлення ЧІАРСР, ПОАРСР повертає інгушам всі райони, крім частини Пригородного району.
У 1944 році місто Моздок переданий зі складу Ставропольського краю до складу Північно-Осетинської АРСР. 1944 року, після депортації чеченців та інгушів, Малгобек було передано до складу Північно-Осетинської АРСР й залишався там до 1957 року, коли його було повернуто до складу відновленої Чечено-Інгушської АРСР.

### Російська Федерація
З часу повернення після депортації інгуші вимагали повернення їм їх законної частини Пригородного району Північної Осетії. У 1992 році через територіальні суперечки спалахнув осетино-інгуський збройний конфлікт. В ході збройних зіткнень загинуло мирне населення з обох сторін конфлікту, після чого конфлікт набув заморожений характер.

### Конфлікт навколо Південної Осетії

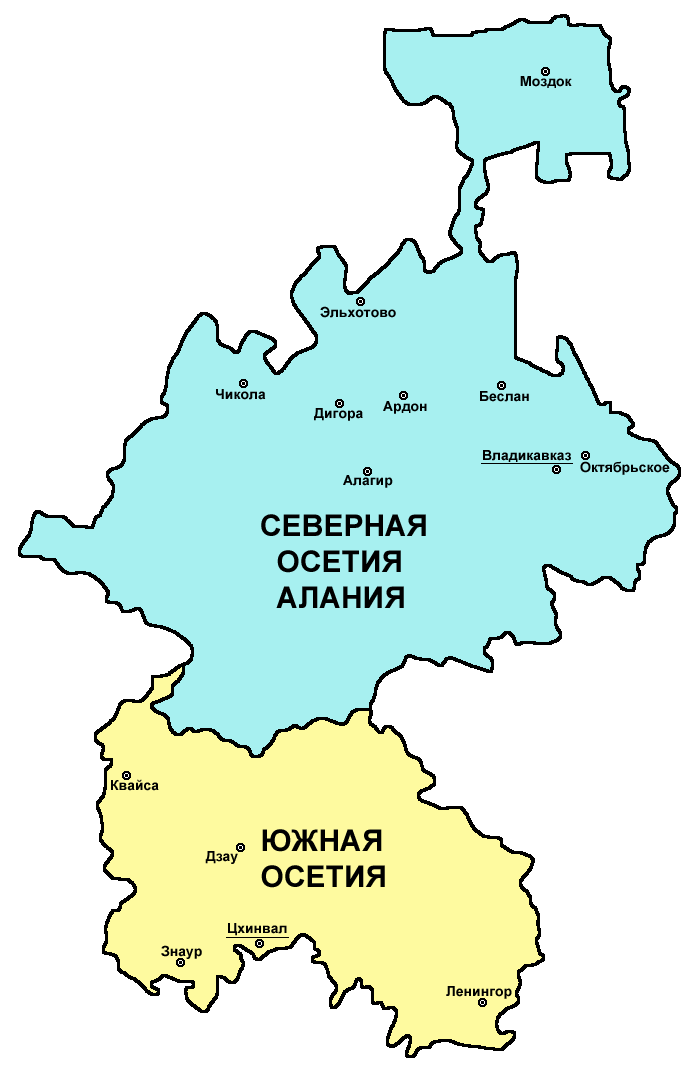
Карта Північної і Південної Осетії

З розпадом СРСР Грузія набуває незалежность. З хвилею націоналізму в Грузії за першого президента Гамсахурдія й скасуванням автономії осетин, Південно-Осетинська АО виявила бажання стати незалежною державою. Відбувся 3-річний осетино-грузинський збройний конфлікт, у якому осетинам надавалася допомога з Росії. В результаті конфлікту Південна Осетія стала незалежною від Грузії територією, проте, під протекторатом Росії з її «миротворчими силами» на її території.
У 2008 році Південна Осетія стає центром російсько-грузинської війни. Росія звинуватила Грузію у нападі на Південну Осетію, й розпочато повномаштабну війну проти неї. В результаті Південна Осетія опинилася під окупацією Росії.
2008 року незалежність Республіки Південна Осетія (РПО) була визнана Росією, Нікарагуа, а також невизнаними квазі-державами підконтрольними Росії: Абхазією, Нагорний Карабах й Придністров'я. 2009 року незалежність Південної Осетії визнала Венесуела.
На даний час існують осетинські державні формування: республіка Північна Осетія у складі Російської Федерації; й невизнана світовою спільнотою держава Південна Осетія.

## Джерело
- М. М. Блиев, Р. С. Бзаров, История Осетии с древнейших времен до конца XIX века [Архівовано 3 березня 2019 у Wayback Machine.], Владикавказ: Ир, 2000. — 354 с. — ISBN 5-7534-0671-8